# James Adomian
James Haig Adomian (n. 31 ianuarie 1980) este un actor de film, televiziune și voce american.

## Legături externe
- Materiale media legate de James Adomian la Wikimedia Commons
- James Adomian la Internet Movie Database